# Тайдглусіб
Тайдглусі́б (англ. Tideglusib) — скорочена назва хімічної сполуки, яка в 2016 році запропонована як засіб для лікування пошкоджень зубної емалі у піддослідних мишей. Окрім цього речовина є претендентом на лікування розладів пов'язаних з аутизмом у підлітків. Станом на 2017 рік сполука проходить клінічні випробування у лікуванні паралічів зв'язаних із хворобою Альцегеймера.
Повна назва сполуки за номенклатурою ІЮПАК — 4-бензил-2-нафтален-1-іл-1,2,4-тіодіазолідін-3,5-діон (4-benzyl-2-naphthalen-1-yl-1,2,4-thiadiazolidine-3,5-dione)
Препарат стимулює стовбурові клітини в целюлозній масі зубів (пульпа) виробляти новий дентин, відключаючи вироблення ферменту GSK-3, який пригнічує утворення дентину.